# Sperrbrecher
Sperrbrecher (termine tedesco a volte tradotto come "esploratore" o "apripista" ma letteralmente traducibile come "distruttore di sbarramenti") era un termine per designare un particolare tipo di nave ausiliaria usata dalla Kriegsmarine tedesca durante la seconda guerra mondiale, specificamente progettata per la neutralizzazione di campi di mine navali.
La funzione degli Sperrbrecher era diversa da quella dei normali dragamine: mentre i secondi erano unità incaricate di ripulire ampi tratti minati principalmente tramite dispositivi di dragaggio capaci di tagliare i cavi di ancoraggio al fondo delle mine, gli Sperrbrecher erano navi, spesso ottenute dalla conversione di mercantili, particolarmente rinforzate per resistere alle esplosioni e incaricate quindi di navigare per prime dentro un campo minato, in modo da far detonare le mine e proteggere così altre unità più preziose che le seguivano. Spesso gli Sperrbrecher erano dotati anche di un potente armamento contraereo in modo da fornire protezione alle navi che accompagnavano dagli attacchi dell'aviazione nemica.
La marina tedesca mise in servizio un centinaio circa di Sperrbrecher durante la guerra dotate di un camuffamento militare, e a causa della loro pericolosa funzione almeno il 50% andò perduto in azione prima della conclusione del conflitto.

## Storia
I primi Sperrbrecher entrarono in servizio durante la prima guerra mondiale, ma fu principalmente durante la seconda che la marina tedesca ne fece uso: ufficialmente designati come "navi mercantili per compiti speciali", gli Sperrbrecher erano ottenuti dalla riconversione di normali navi civili, generalmente scelte tra quelle con un dislocamento superiore alle 5.000 tonnellate, e quindi condotti da equipaggi provenienti dai membri della marina mercantile; le navi venivano dotate di una prua rinforzata con lastre corazzate, mentre le stive venivano riempite con materiali galleggianti in modo da tenere a galla la nave nel caso lo scafo fosse stato squarciato dall'esplosione di una mina.
Poiché il loro ruolo secondario era anche quello della scorta contraerea (in particolare agli U-Boot in entrata o in uscita dalle loro basi, particolarmente vulnerabili agli attacchi aerei), gli Sperrbrecher venivano equipaggiati anche con un variegato assortimento di cannoni o mitragliere antiaeree, oltre che con palloni da sbarramento per ostacolare il volo a bassa quota degli aerei nemici; per questa ragione la Royal Air Force britannica designava queste unità anche come "navi antiaeree pesanti". L'artiglieria e i sistemi di controllo del fuoco imbarcati da uno Sperrbrecher ne facevano anche una valida unità da combattimento di superficie, capace ad esempio di ingaggiare e mettere in fuga un cacciatorpediniere di scorta.
Il compito primario degli Sperrbrecher era quello di fare da "apripista" ad altre unità da guerra più preziose, precedendole nel tragitto attraverso i varchi nei campi minati difensivi per far detonare, urtandole, eventuali mine galleggianti (fuoriuscite dagli sbarramenti o depositate da navi o aerei nemici) e proteggere così le navi affidate alla loro scorta; in aggiunta, gli Sperrbrecher potevano servire a localizzare campi minati nemici o indagare su tratti di mare sospettati di ospitare sbarramenti di mine semplicemente navigandoci in mezzo. Gli Sperrbrecher si dimostrarono efficaci contro le mine da urto in uso nelle fasi iniziali del conflitto, ma con il progredire della guerra il loro ruolo calò a causa della diffusione di mine ad attivazione magnetica (che detonavano al variare del campo magnetico generato dal passaggio di scafi metallici di grandi dimensioni) o acustica (che esplodevano quando individuavano il rumore delle eliche della nave). Nel tentativo di neutralizzare le nuove mine ad attivazione magnetica, diversi Sperrbrecher furono dotati del sistema "VES-Anlage" (Vorauswirkender-Eigenschutz-Anlage, "sistema di auto-protezione pre-attivante"), in pratica un grosso elettromagnete fisso a prua e capace di far detonare una mina magnetica ad almeno 460 metri di distanza; tuttavia, l'intelligence della Royal Navy fu presto capace di neutralizzare tale dispositivo desensibilizzando le proprie mine magnetiche in modo che esplodessero solo quando lo Sperrbrecher si trovava vicinissimo ad esse.
All'incirca un centinaio di Sperrbrecher furono messi in servizio dalla Kriegsmarine nel corso del conflitto, dei quali almeno il 50% andarono perduti in azione prima delle conclusione delle ostilità. Un comandante di Sperrbrecher, il capitano di corvetta della riserva Karl Palmgreen, fu insignito il 3 agosto 1941 della Croce di Cavaliere della Croce di Ferro (la massima onorificenza tedesca) per il suo comando degli Sperrbrecher 1 (ex mercantile Saar) e 9 (ex mercantile Lunenburg).